# Svenska Sjö
Svenska Sjö AB grundades 1982 och är ett företag för försäkring av fritidsbåtar. Det drivs gemensamt av svenskt båtlivs huvudorganisationer: Svenska Båtunionen, Svenska Seglarförbundet, Svenska Kryssarklubben samt organisationerna Saltsjön-Mälarens Båtförbund, Kungliga Motorbåt Klubben, Kungl. Svenska Segel Sällskapet och Navigationssällskapet. Huvudman är Båtorganisationernas Försäkringskommitté, där var och en av de nämnda organisationerna är representerad.
Verksamheten startade 1967 då försäkringar tecknades genom båtklubbarna. Sedan 1982 tecknas de hos Svenska Sjö AB. Idag, 2013, är fler än 50 000 fritidsbåtar försäkrade i "Båtorganisationernas Egen Försäkring", som därmed är en av de största på den svenska marknaden.
Försäkringsgivare är sedan 2014 Trygg-Hansa.